# Alfred Fletcher (Offizier, 1939)
Alfred Fletcher (* 7. August 1939 in Breslau; † 19. Juli 2002) war ein Brigadegeneral der Luftwaffe der Bundeswehr.

## Leben
Fletcher war Referatsleiter im Führungsstab der Streitkräfte im Bundesministerium der Verteidigung (BMVg) in Bonn bis Juni 1993. Anschließend war er Unterabteilungsleiter II in der Abteilung Personal im BMVg und nach deren Fusion zur Abteilung Personal-, Sozial- und Zentralangelegenheiten (PSZ) deren Unterabteilungsleiter III (Grundsatzangelegenheiten des militärischen Personals) im BMVg. In dieser Funktion wurde er mit Ablauf des September 1999 in den Ruhestand versetzt. Er verstarb 2002.